# Москалець Юрій Іванович
Юрій Іванович Москалець (7 листопада 1946, Полтава, Українська РСР, СРСР — 19 серпня 2014, Полтава, Україна) — український радянський футболіст, півзахисник.

## Біографія
Вихованець дитячої футбольної команди Полтавського тепловозоремонтного заводу. З 1961 року відшліфовував майстерність у юнацькій команді «Колгоспника», у тренера Івана Горпинка. У 1962 році його колектив посів друге місце у своїй віковій групі, а Юрій Москалець отримав запрошення до юнацької збірної України.
Протягом вісімнадцяти років захищав кольори полтавської команди майстрів. У ті роки вони називалася «Колгоспник», «Колос», «Сільбуд» і «Будівельник». Неодноразово отримував запрошення від більш маститих клубів, але не мав намірів виїжджати з рідного міста. Всього провів понад 350 лігових матчів, забив 76 м'ячів (більше голів в історії клубу на рахунку Івана Шарія). Більшу частину забивав зі стандартних положень, після штрафних або одинадцятиметрових ударів. Останній матч на професіональному рівні провів 4 квітня 1982 року проти кігороградської «Зірки». До 1987 року грав за аматорський клуб «Локомотив» (Полтава).
У 2010 році інтернет-видання Football.ua провело низку опитувань, з метою визначити найкращих футболістів в історії провідних українських клубів. Юрій Москалець посів перше місце серед гравців полтавської «Ворскли».
Помер у серпні 2014 року, похований на кладовищі села Степне Полтавського району.

## Статистика
| Сезон             | Команда           | Чемпіонат | Чемпіонат | Чемпіонат | Кубок | Кубок |
| Сезон             | Команда           | Ліга      | Ігри      | Голи      | Ігри  | Голи  |
| ----------------- | ----------------- | --------- | --------- | --------- | ----- | ----- |
| 1964              | «Колгоспник»      | Д-3       |           | 2         | —     | —     |
| 1965              | «Колос»           | Д-3       | 18        | 1         | 1     | 0     |
| 1966              | «Колос»           | Д-3       | 21        | 2         | 1     | 0     |
| 1967              | «Колос»           | Д-3       |           |           | —     | —     |
| 1968              | «Сільбуд»         | Д-2       | 7         | 1         | —     | —     |
| 1969              | «Будівельник»     | Д-2       | 34        | 2         | —     | —     |
| 1970              | «Будівельник»     | Д-3       |           | 2         | —     | —     |
| 1971              | «Будівельник»     | Д-3       |           | 5         | —     | —     |
| 1972              | «Будівельник»     | Д-3       |           | 5         | —     | —     |
| 1973              | «Колос»           | Д-3       |           | 4         | —     | —     |
| 1974              | «Колос»           | Д-3       | 26        | 1         | —     | —     |
| 1975              | «Колос»           | Д-3       | 27        | 5         | —     | —     |
| 1976              | «Колос»           | Д-3       | 34        | 7         | —     | —     |
| 1977              | «Колос»           | Д-3       | 43        | 9         | —     | —     |
| 1978              | «Колос»           | Д-3       | 35        | 3         | —     | —     |
| 1979              | «Колос»           | Д-3       | 33        | 8         | —     | —     |
| 1980              | «Колос»           | Д-3       | 29        | 7         | —     | —     |
| 1981              | «Колос»           | Д-3       | 34        | 9         | —     | —     |
| Усього за кар'єру | Усього за кар'єру | Д-2       | 41        | 3         | 2     | 0     |
| Усього за кар'єру | Усього за кар'єру | Д-3       |           | 73        | 2     | 0     |